# 39e Gemotoriseerde Korps (Wehrmacht)
Het 39e Gemotoriseerde Korps (Duits: Generalkommando XXXIX. Armeekorps (mot.)) was een Duits legerkorps van de Wehrmacht tijdens de Tweede Wereldoorlog. Het korps kwam in actie in het westen in Nederland en Frankrijk. Een geplande aanval op Gibraltar ging niet door. Daarna volgde de inval in de Sovjet-Unie en zware gevechten in de winter 1941/42 aan het oostfront.

## Krijgsgeschiedenis

### Oprichting
Het 39e Gemotoriseerde Korps werd opgericht op werd opgericht op 27 januari 1940 in Gotha in Wehrkreis IX.

### 1940

Aanval op Nederland

Bij het begin van de veldtocht in het westen op 10 mei 1940 werd het korps in eerste instantie in reserve gehouden. Pas na 2 dagen kwam het in actie bij het 18e Leger in Nederland en kreeg de 9e Pantserdivisie, de 254e Infanteriedivisie en de Leibstandarte SS “Adolf Hitler” onder bevel. Het korps kreeg Rotterdam aangewezen als doel, om daar contact te maken met de 7e Flieger-Division. De stad capituleerde op 14 mei na het Bombardement op Rotterdam. De dag daarna rukte het korps verder op naar Den Haag. Daarna werd het korps via Utrecht, Arnhem en Aken verplaatst naar Noord-Frankrijk, naar Arras, en nam daar op 20 mei de leiding over de divisies rond deze stad en voerde de verdediging tegen de Britse tegenaanvallen op 21 mei. Daarna nam het korps deel aan de Slag om Duinkerke. Na deze gevechten, volgden enige dagen van rust.
Voor de tweede fase van de veldtocht, Fall Rot, werd het korps onder bevel gebracht van Panzergruppe Guderian. In deze fase beschikte het korps over de 1e en 2e Pantserdivisie en de 29e Gemotoriseerde Divisie. Op 9 juni werd de Aisne overgestoken aan weerszijden van Rethel (plaats). Op 12 juni werd de Marne overgestoken en op 13 juni het Marne-Rijnkanaal bij Étrepy. Daarna ging het via Saint-Dizier en Langres en Besançon naar de Zwitserse grens. De 29e Gemotoriseerde Divisie kwam hier op 17 juni als eerste Duitse eenheid daar aan, nabij Pontarlier. Hiermee waren alle Franse troepen in Oost-Frankrijk en de Maginotlinie omsingeld. De 1e Pantserdivisie rukte nu naar het noordoosten op, richting Belfort. Twee dagen later maakte het korps bij Lachapelle-sous-Rougemont contact met het 7e Leger, dat over de Rijn gestoken was. En in de dagen erna werd ook contact gemaakt met het 1e Leger. Het korps bleef hier in de Elzas liggen bij de Wapenstilstand van 22 juni 1940. Daarmee eindigde de Franse veldtocht voor het korps.
In de herfst van 1940 werd het korps ook ingeschakeld voor de planning van de verovering van Gibraltar, Operatie Felix. Het korps zou hier flankdekking geven met 3 divisies aan het aanvallende 49e Bergkorps. Maar aangezien Generaal Franco op het laatste moment de doortocht door Spanje weigerde, ging deze hele operatie niet door.

### 1941
Het korps werd in het voorjaar van 1941 verplaatsts naar Allenstein in Oost-Pruisen. In juni, bij het begin van Operatie Barbarossa, maakte het korps deel uit van Panzergruppe 3 van heeresgruppe Mitte en beschikte over de 7e en 20e Pantserdivisies en iets later ook over de 20e Gemotoriseerde Divisie. Het korps rukte vanuit de Suwałki-driehoek via Olita naar Vilnius op. Al op de tweede dag kwam het tot een tankgevecht met de 5e Sovjet-Tankdivisie, wat zware verliezen veroorzaakte. Maar de opmars ging verder en op 25 juni nam de 7e Pantserdivisie Vilnius in. Vanuit hier draaide het korps naar het zuidoosten, richting Minsk, en hierbij bewaakte de 7e Pantserdivisie de snelweg naar Moskou ten oosten van Minsk. Begin juli stak het korps de Berezina over tussen Zembin en Njemenczyn. De 20e Gemotoriseerde Divisie bereikt op 2 juli Dolginovo en op 12 juli Surask. Tot 10 juli werd de Westelijke Dvina overgestoken en Vitebsk veroverd, Tussen 18 juli en 7 augustus kwam het tot zware gevechten aan de weg Smolensk-Moskou bij Jartsevo. De troepen van het korps sloten de noordelijke ring om meerdere Sovjetlegers rond Smolensk.
Op 16 augustus werd het korps uit het front genomen en met de toebedeelde 12e Pantserdivisie ter versterking van Heeresgruppe Nord naar het Ladogameer verplaatst. Hier zou het korps bij Panzergruppe 4 meehelpen Leningrad in te nemen. Op 8 september werd Schlüsselburg aan het Ladogameer ingenomen door de 20e Gemotoriseerde Divisie en daarmee was Leningrad afgesloten van zijn verbindingen. Op 16 oktober onder nam het korps samen met het 1e Legerkorps het Tichvinoffensief. Hiervoor beschikte het korps over de 8e en 12e Pantserdivisies en iets later ook over de 18e en 20e Gemotoriseerde Divisies. Op 8 november werd Tichvin ingenomen door Infanterieregiment 51 van de 18e Gemotoriseerde Divisie, onder ijzige temperaturen. Een week later startten de 4e en 54e Sovjetlegers sterke tegenaanvallen, waardoor de Duitsers moesten terugtrekken en op 22 december weer terug waren achter de Volchov. Daarop nam het korps met de 61e en 215e Infanteriedivisies en de 20e Gemotoriseerde Divisie de verdediging achter de Volchov bij Tsjoedovo op zich.

### 1942
Op 18 januari 1942 kreeg het korps bevel zich te verplaatsten naar het gebied ten zuiden van het Ilmenmeer, dat door Sovjetaanvallen volledig open lag. Hier moest de verdediging georganiseerd worden. Kritisch punt was hier de stad Cholm. De commandant van de 281e Beveiligingsdivisie, Generalmajor Theodor Scherer, nam hier de verdediging op zich en was omsingeld van 22 januari tot 5 mei 1942. Het korps ondernam drie ontzettingspogingen en was pas in mei succesvol. Daarna bleef het korps in dit gebied.
Het 39e Gemotoriseerde Korps werd op 9 juli 1942 bij Cholm omgevormd in 39e Pantserkorps.

## Bovenliggende bevelslagen
| Leger                            | Legergroep         | Plaats/regio                        | Begin              | Eind               |
| -------------------------------- | ------------------ | ----------------------------------- | ------------------ | ------------------ |
| CdH und BdE                      | --                 | Wehrkreis IX                        | 27 januari 1940    | 15 februari 1940   |
| --                               | OKH                | Wehrkreis IX                        | 15 februari 1940   | 9 mei 1940         |
| 18. Armee                        | Heeresgruppe B     | Nederland                           | 10 mei 1940        | 18 mei 1940        |
| 4. Armee                         | Heeresgruppe A     | Noord-Frankrijk                     | 18 mei 1940        | 30 mei 1940        |
| 18. Armee                        | Heeresgruppe B     | Noord-Frankrijk                     | 31 mei 1940        | begin juni 1940    |
| Panzergruppe Guderian/ 12. Armee | Heeresgruppe A     | Frankrijk                           | begin juni 1940    | juli 1940          |
| 2. Armee                         | Heeresgruppe C     | Frankrijk                           | 8 juli 1940        | oktober 1940       |
| 1. Armee                         | Heeresgruppe D     | Frankrijk                           | november 1940      | december 1940      |
| 7. Armee                         | Heeresgruppe D     | Frankrijk                           | december 1940      | april 1941         |
| Panzergruppe 3                   | Heeresgruppe Mitte | Vilnius, Minsk, Smolensk            | juni 1941          | 18 augustus 1941   |
| Panzergruppe 4                   | Heeresgruppe Nord  | Ladogameer                          | 22 augustus 1941   | eind augustus 1941 |
| 16. Armee                        | Heeresgruppe Nord  | Ladogameer, Tichvin, Volchov, Cholm | eind augustus 1941 | 7 juli 1942        |

## Commandanten

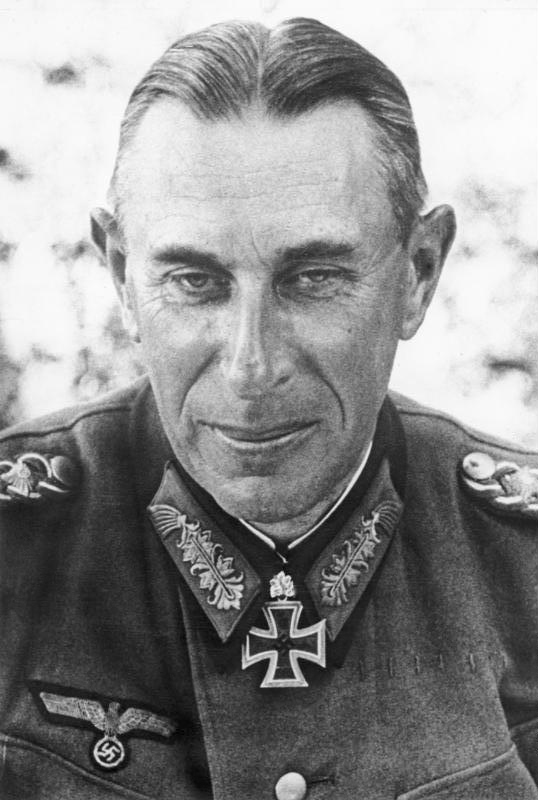
Generaal Rudolf Schmidt

| Rang                                                              | Naam                  | Begin            | Eind             |
| ----------------------------------------------------------------- | --------------------- | ---------------- | ---------------- |
| Generalleutnant General der Panzertruppe (vanaf 1 juni 1940)      | Rudolf Schmidt        | 1 februari 1940  | 11 november 1941 |
| Generalleutnant General der Panzertruppe (vanaf 17 december 1941) | Hans-Jürgen von Arnim | 11 november 1941 | 9 juli 1942      |